# Elektronisk stämningsansökan
Elektronisk stämningsansökan infördes 2012 i Sverige efter att Regeringen inhämtat Lagrådets yttrande över ett lagförslag.
Formkraven i rättegångsbalken fordrade tidigare att en stämningsansökan till domstolen även måste ges in i pappersform. Nu föreslogs att det skulle bli möjligt att ge in stämningsansökan i brottmål i elektronisk form.
Enligt tidigare regler i 45 kap 4 § rättegångsbalken skulle en stämningsansökan i brottmål vara undertecknad av en åklagare. Enligt det nya förslaget skulle den kunna undertecknas av åklagaren genom en elektronisk signatur.
Lagändringarna trädde i kraft den 1 juli 2012.